# Ушатый, Иван Фёдорович Ляпун
Князь Иван Фёдорович Ушатый по прозванию Ляпун и Большой (ум. 1524) — воевода, наместник и окольничий на службе у Великого князей Московских Ивана III и Василия III.
Третий, из шести сыновей родоначальника, моложского князя Фёдора Ивановича Ушатого из рода князей Ярославских и дочери московского боярина Якова Захарьича Кошкина-Захарьина (Фёдор Иванович был женат на дочери Якова Казака-Кошкина). Имел братьев, князей: Василия, Константина, Иван Бородатый, Юрий и Петра Фёдоровичей.

## Служба у Ивана III
В 1492 году четвёртый воевода войск правой руки, а где, в документах не сохранилось. В 1494 году второй воевода войск левой руки в бою под Оршей. В январе 1495 года, третий в составе свиты, сопровождавшей Елену Ивановну, дочь Ивана III при её бракосочетании с Великим Литовским князем Александром.
В 1496 году, он с братом Петром (в некоторых источниках участником похода называют не Ляпуна, а шестого младшего брата Ивана Бородатого) первый воевода, возглавил водный поход в «Каянскую землю» (современная Финляндия и Карелия). Судовая рать, состоящая из жителей Устюга и Северной Двины, пройдя через Белое море, обогнув Кольский полуостров и захватив три шведских корабля, продолжила маршрут по суше, достигла реки Леминги, подчинило местные племена по рекам Полне, Торнове и Снежне, а к осени вернулась домой. Вероятно поход имел целью восстановить русское влияние в карельских и финских землях, вытеснив оттуда шведов.
В 1501—1502 годах наместник в Торжке. В 1502 и 1503 годах воевода Передового полка в походах из Ржева на Литву.

## Служба у Василия III
В сентябре 1508 года, четвёртый воевода полка правой руки, участвовал в походе к Дорогобужу против литовцев на помощь жителям, а после оставлен в городе четвёртым воеводой войск правой руки. В 1510 году воевода Передового полка украинных войск.
В мае 1512 года ожидался набег крымских татар на южные рубежи. Князь Василий Иванович Шемячич, воеводствующий в Стародубе, сообщал, что пять татарских царевичей во главе с Ахмат Гераем, отложились от отца Менгли Герая и идут на Русь. Князь Иван Фёдорович Ляпун был послан к Брыни с Передовым полком. Однако по пути он узнал, что татары уже миновали земли Шемячича и находятся в районе Одоева и Белёва, тогда он занял оборону на реке Угре. По отступлении крымцев от реки преследовал их, а после оставлен первым, а потом вторым воеводой войск левой руки, которые стояли на реках Угре и Упе.
Зимой 1512—1513 года участвовал в походе на Смоленск, вторым воеводой полка левой руки. В марте 1513 отправлен с полком левой руки на Угру, откуда ушёл к Стародубу первым воеводой для помощи воеводам Северских княжеств в борьбе против литовцев. В июле 1514 года участвовал в осаде Смоленска, как третий воевода полка правой руки. В 1516 году первый воевода Передового полка в походе от Белой к Витебску на Литву.
В 1519-1520 годах первый воевода в Казанских походах.
В 1521 году участвовал в походе Великого князя к Коломне против крымского хана Мехмед Герая. Тогда же пожалован в чин окольничего.
Имел поместные владения в Бежецкой пятине.
Умер в 1524 году, не оставив потомства.